# Van Eysinga
Van Eysinga (ook: Van Humalda van Eysinga en: Burmania van Humalda van Eysinga) is een Nederlands geslacht waarvan leden sinds 1814 tot de Nederlandse adel behoren.

## Geschiedenis
De stamreeks begint met Tjalling Entez (Bolta), die vermeld wordt tussen 1492 en 1511 en na 1481 trouwde met Hack Eysinga; hun zoon Aede nam de naam van zijn moeder aan. Bij Souverein Besluit van 28 augustus 1814 werden enkele leden van het geslacht erkend als edelen van Friesland en zo opgenomen in de Nederlandse adel; bij KB van 23 december 1825 werden enkele leden van het geslacht benoemd in de ridderschap van Friesland. Een nazaat, jhr. ds. Cornelis van Eysinga (1923-2018), nam het initiatief tot heroprichting van de Ridderschap van Fryslân.

## Enkele telgen
Schelte (later Hessel Roorda) van Eysinga (1722-1790), grietman van Haskerland; trouwde in 1750 met Catharina Johanna Vegelin van Claerbergen (1726-1762), lid van de familie Vegelin van Claerbergen en dochter van Johan Vegelin van Claerbergen (1690-1773), grietman
- jhr. Frans Julius Johan van Eysinga (1752-1828), grietman van Doniawerstal, lid Provinciale Staten van Friesland
  - jhr. Schelte Hessel Roorda van Eysinga (1780-1829), grietman van Doniawerstal, lid Provinciale Staten en lid van de Tweede Kamer
  - jhr. Binnert Philip van Eysinga (1785-1835), directeur van het postkantoor te Leeuwarden, lid Provinciale Staten van Friesland
  - jhr. Tjalling Aedo Johan van Eysinga (1790-1858), grietman van Rauwerderhem, lid Provinciale Staten van Friesland
  - jhr. mr. Idzerd Frans van Eysinga (1794-1870), grietman van Hennaarderadeel, lid Provinciale Staten van Friesland
    - jhr. mr. Frans Julius Johan van Eysinga (1818-1901), lid Provinciale Staten van Friesland, lid en voorzitter van de Eerste Kamer, minister van Staat
      - jhr. mr. Idzerd Frans van Humalda van Eysinga (1843-1907), lid van de Raad van State; verkreeg naamswijziging bij KB van 25 augustus 1862 tot Van Humalda van Eysinga
        - jhr. Frans Julius Johan van Eysinga (1868-1898), burgemeester van Sloten
        - jhr. mr. Tjaard Anne Marius Albert van Humalda van Eysinga (1869-1946), burgemeester van Deventer
        - jhr. Cornelis van Humalda van Eysinga (1870-1938), operazanger
        - jhr. Julius Burmania van Humalda van Eysinga (1876-1938), ambtenaar; verkreeg naamswijziging bij KB van 9 januari 1879 tot Burmania van Humalda van Eysinga
          - jhr. Idzerd Frans Burmania van Humalda van Eysinga (1901-1981), vertaler
            - jhr. drs. Frans Willem Burmania van Humalda van Eysinga (1940-2019), directeur Kluwer Uitgeverij
              - jhr. Idzerd Frans Burmania van Humalda van Eysinga MA (1965), defensie-attaché, kapitein-ter-zee, oud-adjudant van de koningin, adjudant i.b.d. van de koning, chef de famille

        - jhr. Ayzo Epeus van Humalda van Eysinga (1878–1958), hielp bij de herbouw van het kasteel van Wijchen en erfde het in 1926, samen met zijn broer Regnerus, van hun tante jkvr. Adriana Wilhelmina van Andringa de Kempenaer (1858–1926).
        - jhr. Regnerus Livius van Humalda van Eysinga (1880-1958), was getrouwd met jkvr. Wilhelmina Jacoba Henriette Sickinghe (1892-1944), dochter van luitenant-generaal jhr. Agathon Gerard Sickinghe (1868-1954), woonde met haar op het kasteel van Wijchen.

      - jhr. mr. Tjalling Aedo Johan van Eysinga (1846-1898), burgemeester van Noordwijkerhout
        - prof. jhr. mr. dr. Willem Jan Mari van Eysinga (1878-1961), hoogleraar volkenrecht te Leiden, rechter Permanent Hof van Internationale Justitie, lid Permanent Hof van Arbitrage; trouwde in 1908 met Coralie Leopoldina barones van Hogendorp (1885-1959), lid van de familie Van Hogendorp
          - jhr. Tjalling Aedo Johan van Eysinga (1914-2002), burgemeester van Oegstgeest
            - jkvr. Ima Henriette Johanna van Eysinga (1939); trouwde in 1963 met mr. John Wells van Beuningen (1938-2004), directeur Smit Internationale, landbouwer

          - jhr. mr. Dirk van Eysinga (1916-1980), ambassadeur
          - jhr. ds. Cornelis van Eysinga (1923-2018), oud-predikant, directeur recreatiebedrijven Eysingastate, kamerheer; bewoner van Epemastate

        - jkvr. Ephraima Henriette Johanna van Eysinga (1881-1958), schilderes en textielkunstenares

      - jhr. mr. Cornelis van Eysinga (1847-1930), lid Provinciale Staten en lid van de gemeenteraad van Leeuwarden

    - jhr. mr. Cornelis van Eysinga (1821-1862), lid Gedeputeerde Staten van Friesland

## Trivia

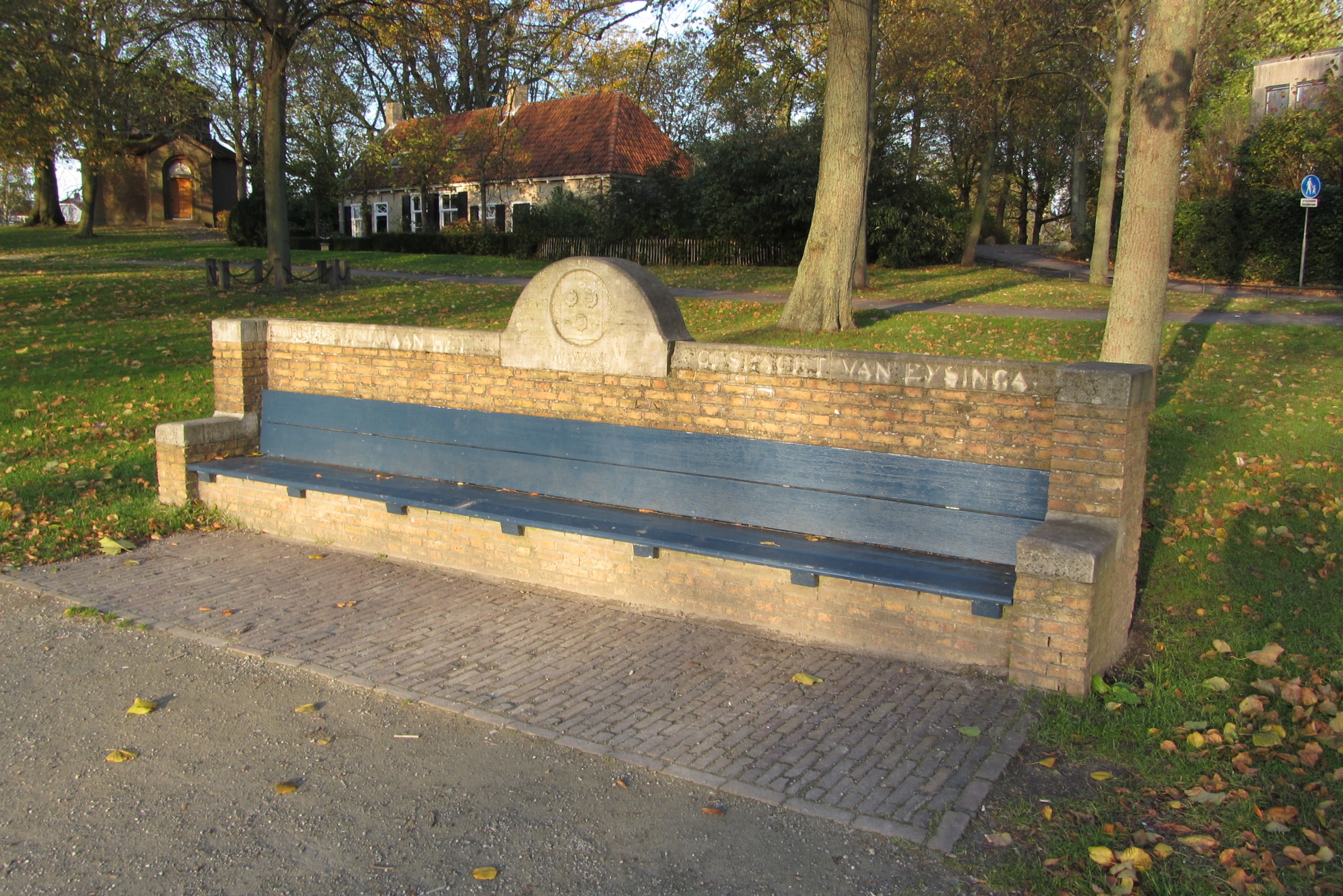
Van Eysingabank

In de Noorderplantage te Leeuwarden staat de Eysingabank, een kunstwerk van Andries Baart sr. uit 1946. Deze werd gebouwd naar aanleiding van de 80-e verjaardag van jkvr. Anna van Eysinga (1863-1960), dochter van jhr. mr. Frans Julius Johan van Eysinga (1818-1901). Door de Tweede Wereldoorlog kon de bank echter pas in 1946 geplaatst worden.

## Vernoemd
- Van Eysingalaan, Transwijk, Utrecht